# Загибель богів (фільм, 1988)
«Загибель богів» — український радянський короткометражний художній фільм 1988 року режисера Андрія Дончика за матеріалами однойменного незакінченого сценарію Олександра Довженка.

## Історія створення
Олександру Довженку свого часу не вдалося екранізувати власний сценарій. Тому перед початком роботи над зйомками, сценарні начерки Довженка опрацював Євген Гуцало.

## Сюжет
Для іконостасу місцевої церкви, художник пише персонажі «Таємної вечері». Селяни відчувають особливу натхненність, так як образи святих художник пише з них, але це не дуже подобається новій революційній владі…

## У ролях
- Ярослав Гаврилюк
- Тетяна Назарова
- Геннадій Гарбук
- Борислав Брондуков
- Георгій Морозюк
- Володимир Олексієнко
- Людмила Лобза
- Борис Молодан
- Іван Бернацький
- Віктор Логозинський
- Олександр Дубович
- Корній Халдай
- Григорій Романюк
- Іван Середа
- Іван Коренівський
- Сашко Гаровченко
- жителі сіл Харківці, Соснівка, Млини Полтавської області Гадяцького району

## Творча група
- Автор сценарію: Євген Гуцало
- Режисер-постановник: Андрій Дончик
- Оператор-постановник: Михайло Кретов
- Художник-постановник: Олександр Даниленко
- Режисер: Світлана Ільїнська
- Монтажер: Н. Боровська
- Звукооператор: Євген Пастухов
- Художник по гриму: Ніна Одинович
- Редактор: Марина Меднікова
- Комбіновані зйомки: С. Горбик
- Асистенти: режисера — Т. Ізмайлова, О. Шевченко; оператора — В. Скворчевський
- Директор картини: Микола Шевченко

## Відзнаки
- Приз за найкращий дебют I Всеукраїнського кінофестивалю ім. І.Миколайчука